# Brejinho (Pernambuco)
Brejinho es un municipio brasileño del estado de Pernambuco. El municipio está constituido por el distrito sede, y por los poblados de Vila de Fátima, Placas da Piedade y Lagoinha. Tiene una población estimada al 2020 de 7 488 habitantes.

## Historia
El poblado del Brejinho de José Nunes pertenecía al municipio de Itapetim, y tuvo cómo primeros habitantes a los señores Emanoel Simão da Silva, José Gomes da Silva, Amaro Simão da Silva, João Nunes da Costa y Manoel Ferreira da Silva.
El 19 de marzo de 1929, fue celebrada la primera misa en aquel poblado, en la misma fecha de la celebración de la misa se realizó la primera feria libre del pequeño aglomerado, con la presencia de varios feriantes venidos de localidades vecinas.
La primera capilla, erguida en homenaje a San Sebastián, fue inaugurada en 1931, siendo, años más tarde ampliada y reconstruida por el padre italiano Mário Maragon, vicário de Itapetim en esa época.
El Distrito fue creado con la denominación de Brejinho, por ley municipal nº 14/62, del 10 de abril de 1962, subordinado al municipio de Itapetim.
Elevado a la categoría de municipio con la denominación de Brejinho, por la ley provincial nº 4996, del 20 de diciembre de 1963, emancipándolo de Itapetim.
El 31 de marzo de 1964, el municipio fue instalado.

## Geografía
Se localiza a una latitud 07º20'58" sur y la una longitud 37º17'10" oeste, estando a una altitud de 737 metros, se localiza a aproximadamente 400 km de la capital Recife.